# أنطونيو تابيا
أنطونيو تابيا (بالإسبانية: Antonio Tapia)‏ هو لاعب كرة قدم ومدرب كرة قدم إسباني، ولد في 13 نوفمبر 1959 في قرطبة في إسبانيا. لعب مع ريال بيتيس ونادي مالقا.

## وصلات خارجية
- أنطونيو تابيا على موقع قاعدة بيانات كرة القدم.إي يو (الإنجليزية)
- أنطونيو تابيا على موقع بيانات كرة القدم. دي إي (الألمانية)
- أنطونيو تابيا على موقع Soccerway.com (الإنجليزية)
- أنطونيو تابيا على موقع عالم كرة القدم.نت (الإنجليزية)